# Camptocercus rectirostris
Camptocercus rectirostris är en kräftdjursart som beskrevs av Schoedler 1862. Camptocercus rectirostris ingår i släktet Camptocercus och familjen Chydoridae. Inga underarter finns listade.